# Schloss Sihlberg

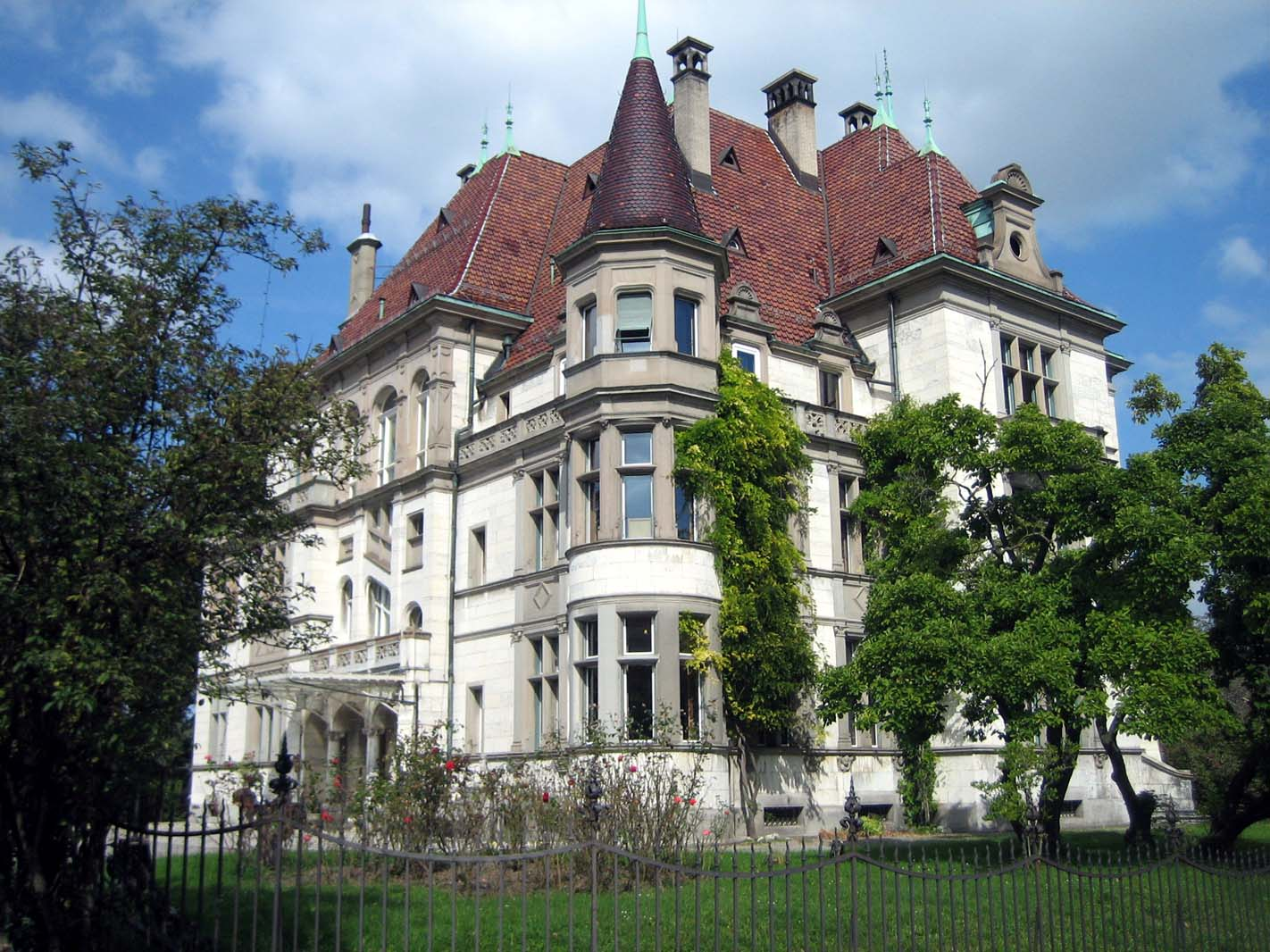
Schloss Sihlberg

Das Schloss Sihlberg (ursprünglich Villa Sihlberg) auf dem Sihlberg, einem der höchsten Punkte des Enge-Quartiers in Zürich, ist der ehemalige Wohnsitz der Brauerei-Familie Hürlimann.

## Geschichte
Nachdem Albert Heinrich Hürlimann, der zweite Patron der Brauerei Hürlimann, die Brauerei 1866 von Feldbach nach der damals noch vor den Toren Zürichs gelegenen Gemeinde Enge verlegt hatte, liess er sich 1897/1898 auf dem direkt an das Fabrikgelände angrenzenden Sihlberg eine Villa bauen. Architekt war der Semper-Schüler August Heinrich Müller aus Schaffhausen, den – heute grossteils überbauten – Park gestaltete der Gartenarchitekt Evariste Mertens.
1911 erstellten die Architekten Gull & Geiger Stützmauern, 1922 bauten der Architekt F. Erismann eine Veranda. Die ebenen Teile des Parks wurden in der Mitte des Jahrhunderts mit Mehrfamilienhäusern überbaut. Von 1977 bis 1980 befand sich ein Teil der Rudolf-Steiner-Schule Zürich in der Villa. 1985/1986 wurde die Aussenhülle saniert.
Nach dem Tod von Martin Hürlimann, der das Haus als letzter seiner Familie noch bewohnt hatte, wurde das Gebäude 2005 von den Erben an den Architekten Edgar Schwyn verkauft, welcher es aufwendig restaurieren liess. Einzelne Räume des Schlosses werden vermietet. So wohnten von Januar bis März 2007 die Kandidaten der dritten Staffel von Musicstar in der Villa.
2007 stellte die Stadt Zürich das gesamte Anwesen unter Denkmalschutz. In der Folge kam es zu einem Rechtsstreit zwischen dem Besitzer und den städtischen Behörden im Zusammenhang mit der Renovation der alten Bausubstanz sowie einem geplanten Neubau im Park. 2011 wies das Bundesgericht eine Beschwerde von Schwyn gegen einen Entscheid des Verwaltungsgerichts ab und bestätigte, dass das Haus samt Gartenanlage seinen Status als «hochrangiges Schutzobjekt» behält. Der Eigentümer wollte dann zusammen mit der Stadt einen Architekturwettbewerb für einen Erweiterungsbau lancieren und das Gebäude ausländischen Unternehmen als Geschäftssitz anbieten. Mit der Unterschutzstellung von 2007 reduzierte sich das geplante Bauvolumen um über 80 %, wobei die Stadt Zürich im Nachhinein manche Änderungen doch noch bewilligte. 2019 unterlag Schwyn in einem Verfahren in erster Instanz gegen die Stadt, bei dem ihm eine Entschädigung von 20 bis 60 Millionen Franken zugeflossen wäre. Schwyn gelangt 2025 mit einem neuen Plan an die Öffentlichkeit. Auf dem Areal soll in Zukunft ein Krebsbehandlungszentrum realisiert werden, das einen voluminösen Ausbau des Gebäudes mit sich brächte. Die für die Behandlungen vorgesehene BNCT-Methode, eine besondere Art der Strahlentherapie, befindet sich laut Aussagen des Radiologen Matthias Guckenberger vom Zürcher Unispital allerdings noch im experimentellen Stadium. Die Aussichten für Schwyns Projekt sind offen, per 1. April 2025 zieht eine zweisprachige Sprachschule auf dem Anwesen ein. Schwyn selber verlagert seinen Wohnsitz vom Zürcher Enge-Quartier auf die andere Stadtseite, nach Zürich-Seefeld.

## Architektur

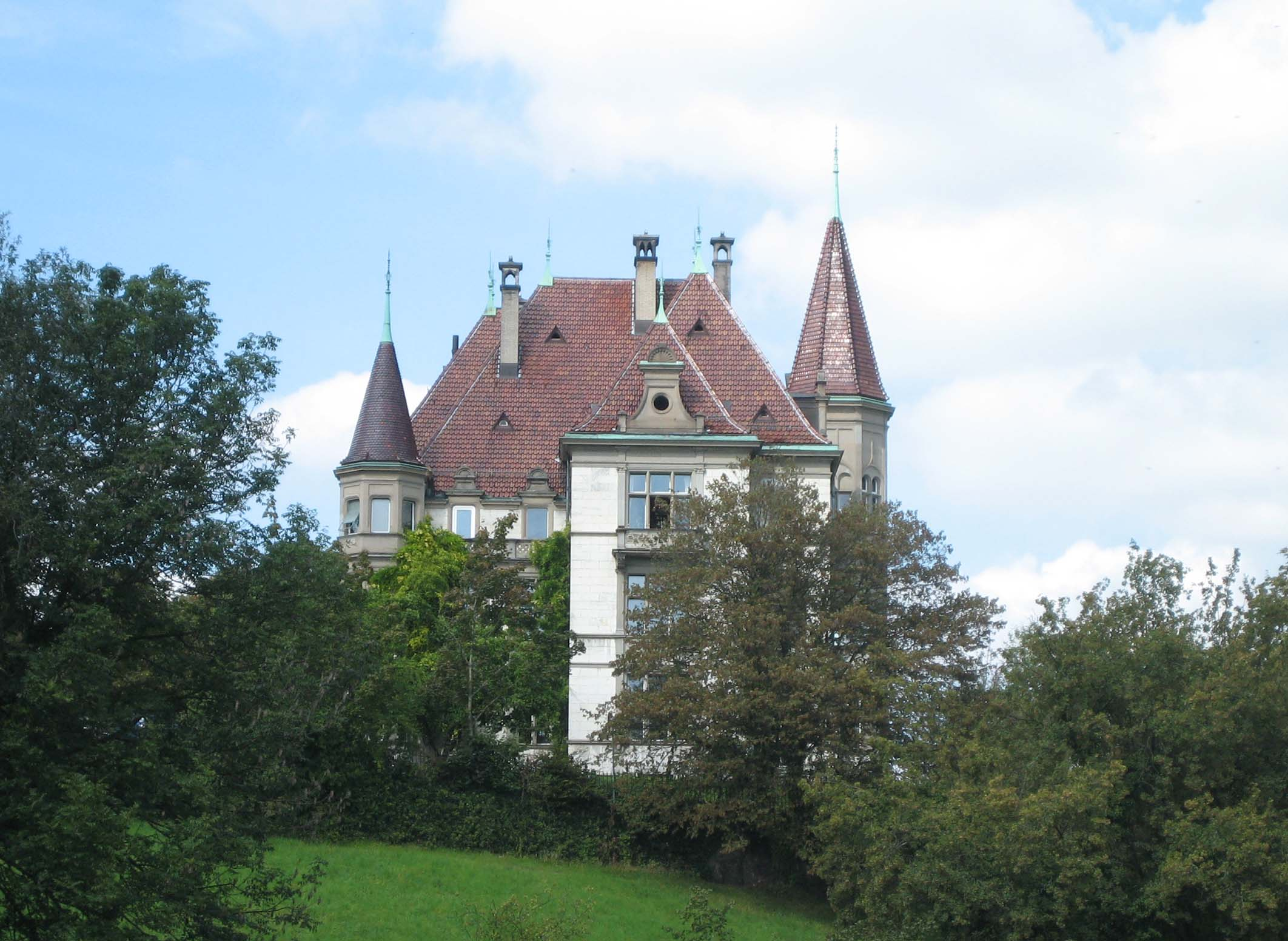
Ansicht von Süden

Das an ein Schloss erinnernde Gebäude mit einer Wohnfläche von 1750 m2 und einem Umschwung von 4000 m2 ist ein Werk des reifen Historismus. Der Bau zählt zu den herrschaftlichsten ganz Zürichs.
Die Architektur orientiert sich an der französischen Frührenaissance, greift aber auch spätgotische Formen auf. Für den späten Historismus charakteristisch ist die pittoreske Gruppierung der Baukörper, deren Masse durch angebaute Türme und Veranden aufgelockert wird. Dadurch entsteht eine bewegte Dachlandschaft, deren Charakter kleine Dreiecksgaupen, Helmstangen und Kamine noch unterstreichen. Die Fassaden beleben zahlreiche Fensterformen. Der herrschaftliche Anspruch des Gebäudes kommt durch die kostbare Fassadenverkleidung in Lägernkalkstein, die Sandsteinelemente, die glasierten Ziegel und die reiche Bauplastik zum Ausdruck. Sie beschränkt sich nicht auf die üblichen Fensterverdachungen, Voluten, geometrischen Motive und Wappenschilder, sondern umfasst auch Blendmasswerk, Masswerk, Muscheln, Rosenblüten, Akanthusblätter und figürliche Darstellungen. Bemerkenswert sind die von reichen Blattranken, Früchten und Blüten umrahmten «Heldenköpfe» am Ostturm, die Fratzen am Südwestturm, die Sandsteinskulpturen der Köpfe aller sechs Kinder von Albert Heinrich Hürliman unter den Fenstern des Kinder- und des Nähzimmers sowie die figürliche Konsole unter der «Pfefferbüchse» an der Nordostecke des Gebäudes.
Im Innern gruppieren sich die reich ausgestatteten und funktional angeordneten Räume um grosszügige Hallen, die durch ein repräsentatives Treppenhaus erschlossen werden. Auch hier kamen verschiedene Stile zur Anwendung. Das Speisezimmer mit dem alten Zürcher Turmofen, der Salon, Teile der Halle, die meisten Stuckaturen und das Haupttreppenhaus atmen den Geist des 18. Jahrhunderts, der kulturellen Blütezeit Zürichs. Für Boudoir und Herrenzimmer wurde eine Ausstattung gewählt, die wohl die Charaktere der Hausfrau und des Hausherrn widerspiegelt: Das Herrenzimmer nimmt zurückhaltend barocke Formen auf und ist mit hartem, hellem Eichenholz ausgestattet. Das Boudoir der Dame wirkt mit dem rötlichen Mahagonitäfer und dem eleganten grünen Cherninee warm und geheimnisvoll. Die Jugendstilformen der Heizkästengitter und des Leuchters sowie die Stuckaturen in Form einer Spinne im Netz sind im Vergleich zu den übrigen Räumen deutlich moderner. Im Kinderzimmer wurde eine wohl vorgefertigte Stuckrosette mit Hopfen und Gerste ergänzt. Ebenfalls typisch für das 19. Jahrhundert ist die Kombination traditioneller Architekturformen mit den neuesten technischen Errungenschaften. Dazu zählen die vielen Toiletten und Badezimmer, die elektrische Beleuchtung, die sogar in die Stuckaturen integriert wurde, ein Warenaufzug, Schiebetüren, ein patentierter Schirmständer in der Vorhalle sowie der raffinierte Mechanismus der Schiebeläden in allen Räumen der Villa.